# Divisiones juveniles del fútbol de Uruguay

## Categorías
El sistema de categorías formativas del fútbol uruguayo consiste en cinco categorías, las cuales sumadas compiten en la Tabla General. Además, existe la "Tercera División" que también es una categoría de juveniles, pero es considerada de futbolistas de reserva del primer equipo y no está integrada a la tabla general de formativas.

### Tercera división (reserva)
La tercera división es una categoría sub-23 con posibilidad de contar con tres refuerzos mayores. Es considerada la categoría de reservas y no está incluida dentro del sistema de divisiones juveniles.

### Categorías juveniles
- Cuarta División (sub-19): La más antigua, fue iniciada en 1941. Muchas veces los futbolistas juveniles de muchas condiciones ascienden directamente desde esta categoría al primer equipo sin pasar por la Tercera División.
- Quinta División (sub-17): se empezó a disputar en 1954.
- Sub-16: es la categoría más nueva en incorporarse al sistema juvenil, por ello no lleva un nombre como las anteriores y simplemente es llamada "sub-16". El primer campeonato fue en 2008.
- Sexta División (sub-15): se empezó a disputar en 1975.
- Séptima División (sub-14): es la categoría más baja de edad, la componen los chicos recién incorporados al fútbol 11 provenientes del baby fútbol. Se empezó a disputar en 1986.